# La Fratta
La Fratta è una località del comune italiano di Sinalunga, nella provincia di Siena, in Toscana.

## Geografia fisica
Situata nella pianura alle pendici delle colline che limitano parte occidentale della Val di Chiana senese, si trova a pochi chilometri dal capoluogo comunale.

## Storia
L'odierno borgo sorge all'interno di una storica tenuta, nata su quella che fu una delle più importanti strade dell'antica Roma: la via consolare Cassia e, più precisamente, a metà tra le mansiones (sorta di stazione di posta) Manliana e ad Mensulas.
La prima notizia certa sulla tenuta si ha nel 1208, attraverso l'imposizione di una tassa da parte del governo della Repubblica di Siena; nel XIV secolo invece si attesta l'esistenza di due chiese, una dedicata a San Giovanni, l'altra a San Lorentino de Fratta, entrambe sostituite dalla nuova cappella di San Michele.
In questa tenuta nacque, nel corso del XIII secolo, il noto brigante e nobile ghibellino Ghino di Tacco, al tempo ricercato dalla Repubblica di Siena.
Vi è stato girato il film del 2019 Pinocchio di Matteo Garrone. 

## Monumenti e luoghi d'interesse
- Chiesa di San Giovanni alla Fratta
- Cappella di San Michele